# (448) Natalie
(448) Natalie – planetoida z pasa głównego asteroid okrążająca Słońce w ciągu 5 lat i 206 dni w średniej odległości 3,14 j.a. Została odkryta 27 października 1899 roku w Landessternwarte Heidelberg-Königstuhl w Heidelbergu przez Maxa Wolfa i Arnolda Schwassmanna. Pochodzenie nazwy planetoidy nie jest znane. Przed jej nadaniem planetoida nosiła oznaczenie tymczasowe (448) 1899 ET.